# Ferchertne
Ferchertne ['fʴerʴçerʴtʴnʴe] ist in verschiedenen frühen Erzählungen der keltischen Mythologie Irlands der Name eines Dichters (fili) und Barden.

## Mythologie
In Orgain Denna Ríg („Das Morden von Dinn Ríg“) aus dem Historischen Zyklus ist Ferchertne Begleiter des Königs Labraid Moen von Leinster, den er in die Verbannung begleitet und mit dem er auch wieder zurückkehrt.
Im Ulster-Zyklus tritt er als Hofbarde sowohl von Conchobar mac Nessa aus Ulster, als auch von Cú Roí aus Munster auf. In Immacallam in dá Thuarad („Die Unterredung der beiden Weisen“) bewirbt er sich gegen Nédé um den Titel des obersten Dichters Irlands (ollam) und siegt im Wortwettstreit. Hier wird er als Gefolgsmann Conchobars genannt; in einer Folgeerzählung von Mesca Ulad („Die Trunkenheit der Krieger von Ulster“) rächt er allerdings die Ermordung seines Herren Cú Roí durch Cú Chulainn an dessen verräterischer Gattin Bláthnat.

## Weblink
- Susanna Berndt: Keltische Daseinsdeutung und die Latènekunst, GRIN Verlag, 2008, S. 280 f.